# Pètar Petrov
Pètar Petrov   (Virovsko, 20 de febrer de 1961), nom complet Petar Atanasov Petrov, és un exfutbolista búlgar de les dècades de 1980.
Fou 47 cops internacional amb la selecció búlgara amb la qual participà en la Copa del Món de Futbol de 1986.
Pel que fa a clubs, defensà els colors de PFC Levski Sofia, S.C. Beira-Mar i PFC Beroe Stara Zagora.